# Hanns Ullrich
Hanns Ullrich (* 16. Oktober 1939 in Jena) ist ein deutscher Jurist.

## Leben
Er studierte Rechtswissenschaft in Berlin, München, Tübingen und Paris. Er promovierte 1969 an der FU Berlin, erwarb 1975 an der New York University einen Master of Comparative Jurisprudence (M.C.J.) und habilitierte sich 1982 an der Universität München. Nach einer Referententätigkeit am Max-Planck-Institut für Geistiges Eigentum lehrte er von 1985 bis 2004 Ordinarius für Zivil-, Handels- und Wirtschaftsrecht an der Universität der Bundeswehr München. Von 2003 bis 2006 war er Professor für Wettbewerbsrecht und Geistiges Eigentum am Europäischen Hochschulinstitut.

## Schriften (Auswahl)
- Rechtsschutz gegen überbetriebliche Normen der Technik. Stuttgart 1971, ISBN 3-432-01715-4.
- Das Recht der Wettbewerbsbeschränkungen des Gemeinsamen Marktes und die einzelstaatliche Zivilgerichtsbarkeit. Berlin 1971, ISBN 3-428-02443-5.
- Standards of patentability for European inventions. Should an inventive step advance the art?. Weinheim 1977, ISBN 3-527-25695-4.
- Kooperative Forschung und Kartellrecht. Eine Kritik der Wettbewerbsaufsicht über FuE-Gemeinschaften in den USA, der EWG und der Bundesrepublik Deutschland. Heidelberg 1988, ISBN 3-8005-1007-3.